# Epictia melanura
Epictia melanura — вид змій родини струнких сліпунів (Leptotyphlopidae). Ендемік Перу.

## Поширення і екологія
Epictia melanura відомі з типової місцевості, розташованої в околицях Чікліна на заході регіону Ла-Лібертад. Вони живуть у прибережній пустелі Сечура. Живляться термітами і личинками комах.